# Pierre Lewden
Pierre Lewden (n. 21 februarie 1901, Libourne, Aquitaine, Franța – d. 30 aprilie 1989, Montberthault, Bourgogne, Franța) a fost un atlet francez, medaliat olimpic. A participat la trei ediții ale Jocurilor Olimpice (1920, 1924, 1928) în care a câștigat o medalie de bronz în proba de săritura în înălțime.

## Palmares
| An   | Competiție        | Locație                  | Loc | Note |
| ---- | ----------------- | ------------------------ | --- | ---- |
| 1920 | Jocurile Olimpice | Anvers, Belgia           | 7   | 1,80 |
| 1924 | Jocurile Olimpice | Paris, Franța            | 3   | 1,92 |
| 1928 | Jocurile Olimpice | Amsterdam, Țările de Jos | 7   | 1,88 |